# Fliegerabteilung 210 (Artillerie)
Fliegerabteilung 210 (Artillerie) – FA A 210 (Oddział lotniczy artylerii nr 210) – niemiecka jednostka obserwacyjna i rozpoznawcza wspomagania artyleryjskiego Luftstreitkräfte z I wojny światowej.

## Informacje ogólne
Jednostka została utworzona w dniu 31 października 1916 roku z Artillerie-Fliegerabteilung 210. Jednostka uczestniczyła w walkach na froncie zachodnim, została rozwiązana po kapitulacji Niemiec.